# Gemeine Pelzbiene
Die Gemeine Pelzbiene (Anthophora plumipes), auch Frühlings-Pelzbiene genannt, ist eine solitär lebende Pelzbiene der Familie der Echten Bienen.

## Merkmale
Die Gemeine Pelzbiene erinnert in ihrer behaarten, kompakten Erscheinung an kleine Hummeln, wie z. B. Ackerhummeln. Sie ist auch im Feld relativ gut zu erkennen und fällt durch den schnellen Flug auf.
Die Gemeine Pelzbiene ist etwa 14 bis 15 mm groß. Die Weibchen kommen in unterschiedlichen Farbvarianten vor. Es gibt eine nördliche dunkle Variante, die außer den meistens rötlichen Scopae komplett schwarz behaart ist und eine südliche hellere Variante, die überwiegend grau-braun behaart ist. Die dunkle Variante wurde früher auch als Podalirius acervorum niger (Friese) genannt. Sie ist im nördlichen Verbreitungsgebiet dominant, so z. B. in Großbritannien, wo hellere Formen fast nur auf den Kanalinseln vorkommen, ebenso in Dänemark und Schweden, wo die helle Variante fast unbekannt ist. In Deutschland ist die dunkle Variante im Norden die häufigere, während im Süden die hellere Variante vorherrscht. Dunkle Weibchen können mit Anthophora retusa verwechselt werden, deren Augen jedoch grünlicher erscheinen und deren Apikalsporne der Hintertibien rötlich sind. Die Männchen haben eine helle Zeichnung im Gesicht und sind am Thorax und den Tergiten 1 bis 3 braungelb behaart, die folgenden Segmente sind dunkel behaart. Außerdem haben die Männchen am mittleren Beinpaar die charakteristischen, namensgebenden langen Haare an den Füßen (plumipes ~ Federfuß).

## Lebensraum und Verbreitung
Die Gemeine Pelzbiene ist in Mitteleuropa die häufigste Pelzbienenart, sie ist in allen Gebieten verbreitet, vom Flachland bis in die montane Höhenstufe. Ihr Vorkommen wird insbesondere durch das Angebot an geeigneten Nistplätzen bestimmt. Die Art kommt vor allem an Flussufern mit Steilwänden, in Lehmgruben sowie an Weinbergen mit Lösswänden oder in Siedlungsbereichen vor. Sie kann auch in Trockenmauern und unverputzten Wänden nisten. Die Nistplätze und der Nahrungsraum sind räumlich getrennt und können bis zu 100 Meter auseinander liegen.
A. plumipes ist praktisch in ganz Europa verbreitet. Nach Osten ist die Art bis zum Ural und Kaukasus zu finden, nach Norden bis zur Südgrenze Schottlands und zur Südspitze von Schweden. Im Mittelmeerraum ist sie auf Sizilien, Korsika, Sardinien, Kreta, Zypern und in Israel zu finden. Außerdem kommt die Art in Nordafrika, von Marokko bis Ägypten, vor. A. plumipes ist auch in den Osten der USA eingeschleppt.

## Lebensweise
Die Tiere fliegen von Anfang März bis Anfang Juni. Männchen erscheinen etwa drei Wochen vor den Weibchen, deren Hauptaktivität von Mitte April bis Ende Mai ist. Die Männchen fliegen auf festen, immer gleichen Bahnen von Blüte zu Blüte auf der Suche nach den Weibchen. Im Siedlungsbereich patrouillieren die Männchen gern an verschiedenen Gartenblumen. Lungenkraut gehört zu den beliebtesten Arten. Nachts schlafen sie in Hohlräumen oder beißen sich an Blüten fest. Die Paarung erfolgt an warmen Tagen im März oder April, sie ist sehr stürmisch. Das Männchen fängt ein fliegendes Weibchen und versucht es zu umklammern. Derartige überfallartige Paarungsversuche können bis zu 11 Mal pro Minute erfolgen, was die Weibchen veranlasst zu anderen Blüten zu wechseln.
Die Weibchen nisten in selbst gegrabenen Hohlräumen in der Erde. Sie bauen ihre Brutzellen gern in Steilwänden aus Lehm oder Löss. An geeigneten Stellen können sich Aggregationen mit mehreren Hundert Nestern bilden. In die Zellen wird ein Brei aus Nektar und Pollen, der auf der Oberfläche meist flüssig ist, eingetragen und ein Ei gelegt. In einem Nest können auch mehrere Brutzellen angelegt werden. Die Larven entwickeln sich noch im Sommer zu Imagines, die dann bis zum nächsten Frühjahr in ihren Brutzellen ruhen.
Die Weibchen sind ausgesprochen polylektisch – sie sammeln Pollen an Pflanzen aus 12 verschiedenen Pflanzenfamilien. Besonders beliebt sind langkelchige Blüten wie Taubnesseln, Lerchensporn oder Lungenkräuter. Als Nektarquellen kommen für beide Geschlechter noch zahlreiche weitere Pflanzen in Frage.
Wer Wände aus Lehm baut, um diesen Tieren Brutmöglichkeiten zu bieten und sie besser beobachten zu können, hat gute Chancen, dass sich die Gemeine Pelzbiene dort einnistet.

## Parasiten
Die Tiere werden von der Gemeinen Trauerbiene parasitiert. Außerdem parasitieren Larven des Schmalflügligen Pelzbienenölkäfer (Sitaris muralis) und die Erzwespen Monodontomerus obscurus an der Frühlings-Pelzbiene.

## Taxonomie
In älteren Werken wird die Art unter dem Namen Anthophora acervorum (Linnaeus, 1758) geführt. Linnés Beschreibung dieser Art in der Systema naturae lässt allerdings keine eindeutige Zuordnung zu, bezieht sich möglicherweise jedoch auf die Erdbauhummel (Bombus subterraneus). Eine entsprechende Vermutung wurde zwar schon von Kirby 1802 geäußert, lange Zeit folgte man aber der früheren Einschätzung von Fabricius, dass Apis acervorum eine Pelzbiene bezeichnet. In den 1990er Jahren setzte sich die Meinung durch, A. acervorum als nomen dubium zu behandeln und für die häufigste einheimische Pelzbiene den nächst verfügbaren Namen Anthophora plumipes zu verwenden.

## Bildergalerie

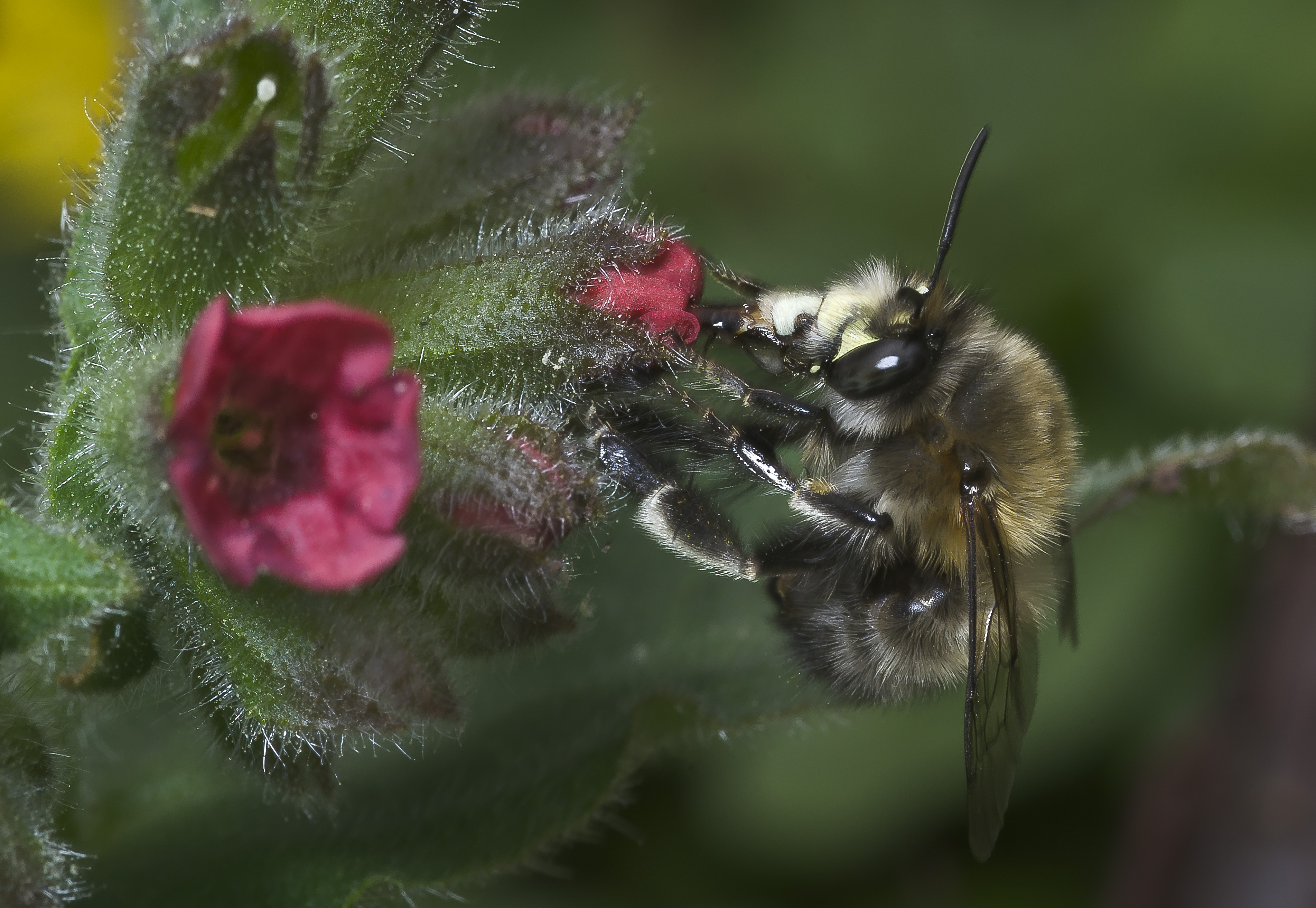
Männchen auf Lungenkraut
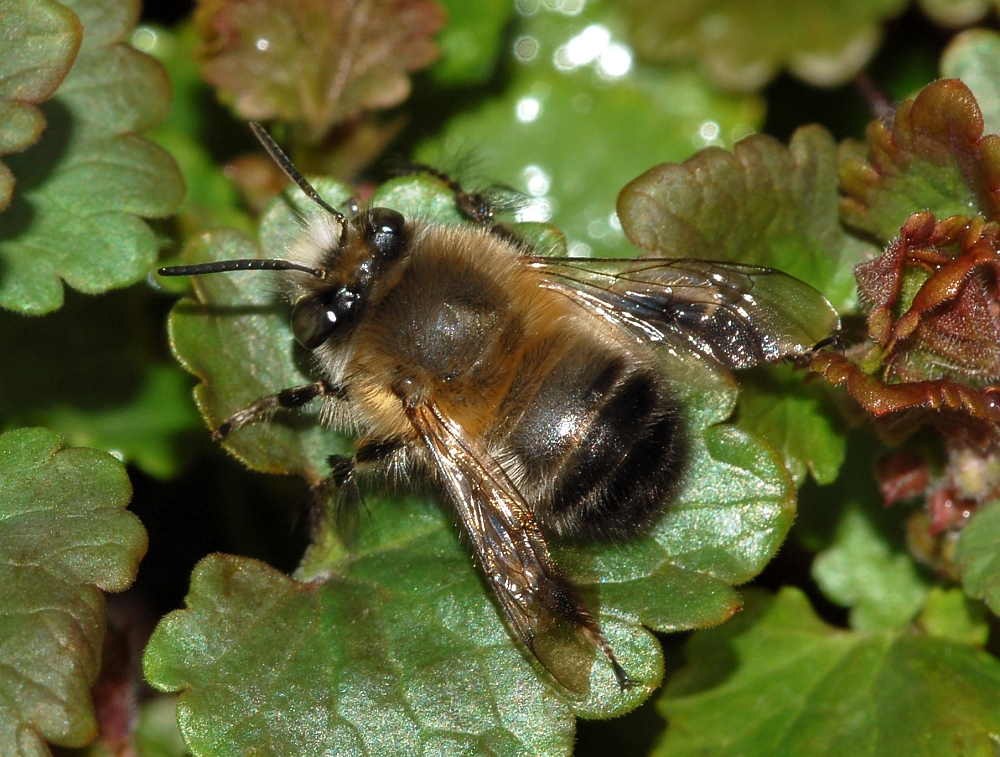
Anthophora plumipes, Männchen
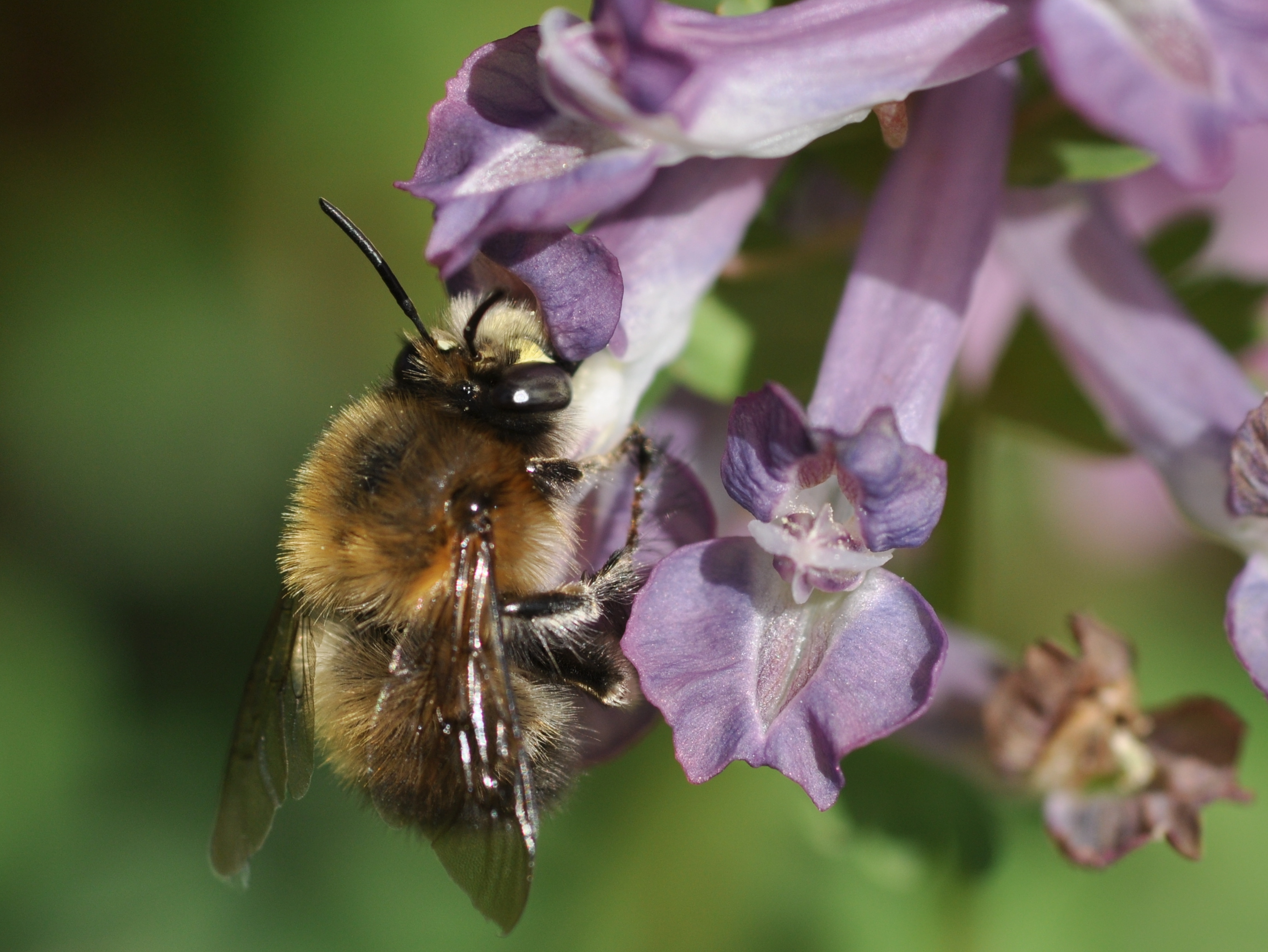
Männchen an Gefingertem Lerchensporn
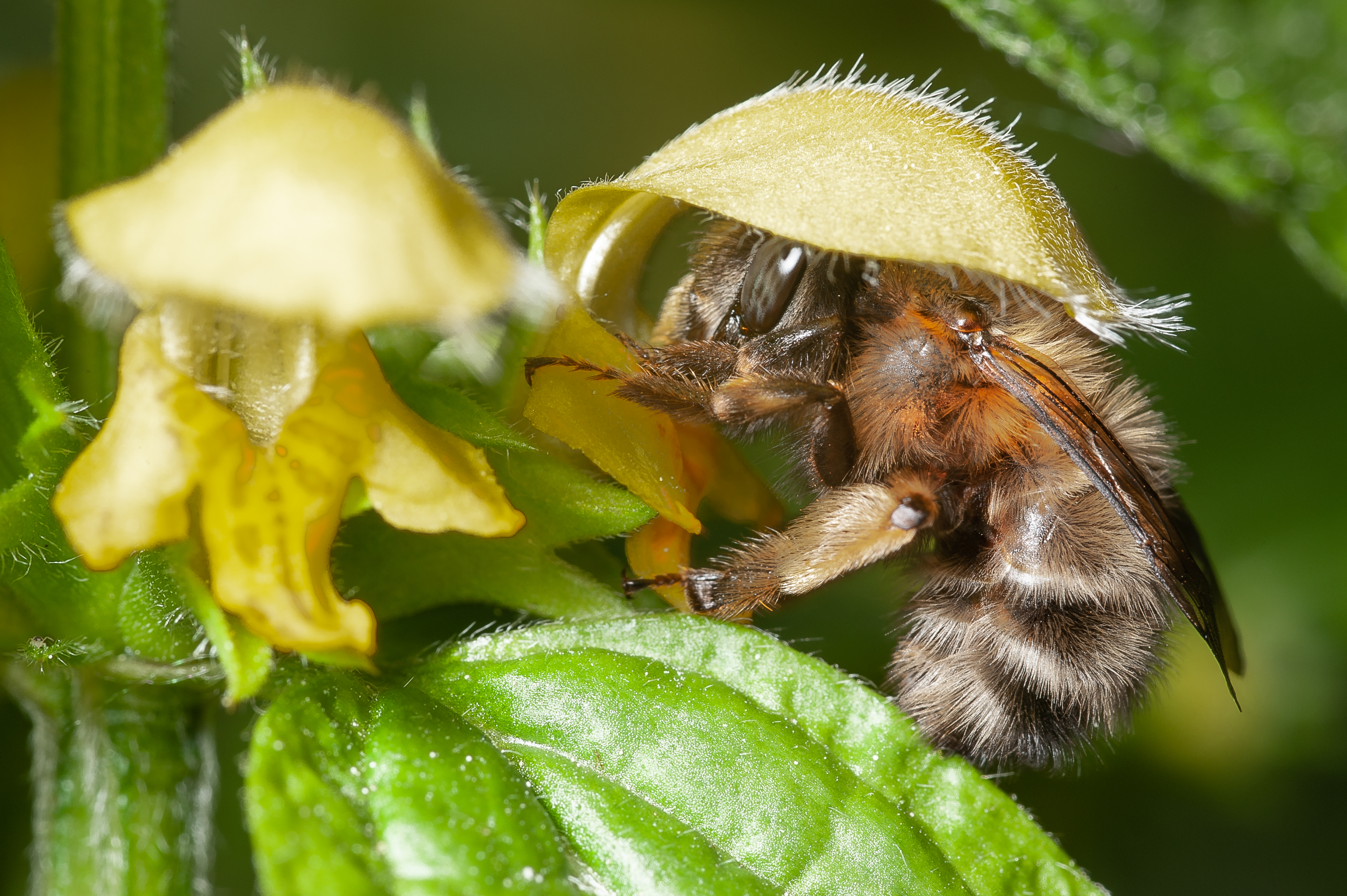
Helles Weibchen an Gold-Taubnessel (Stuttgart)
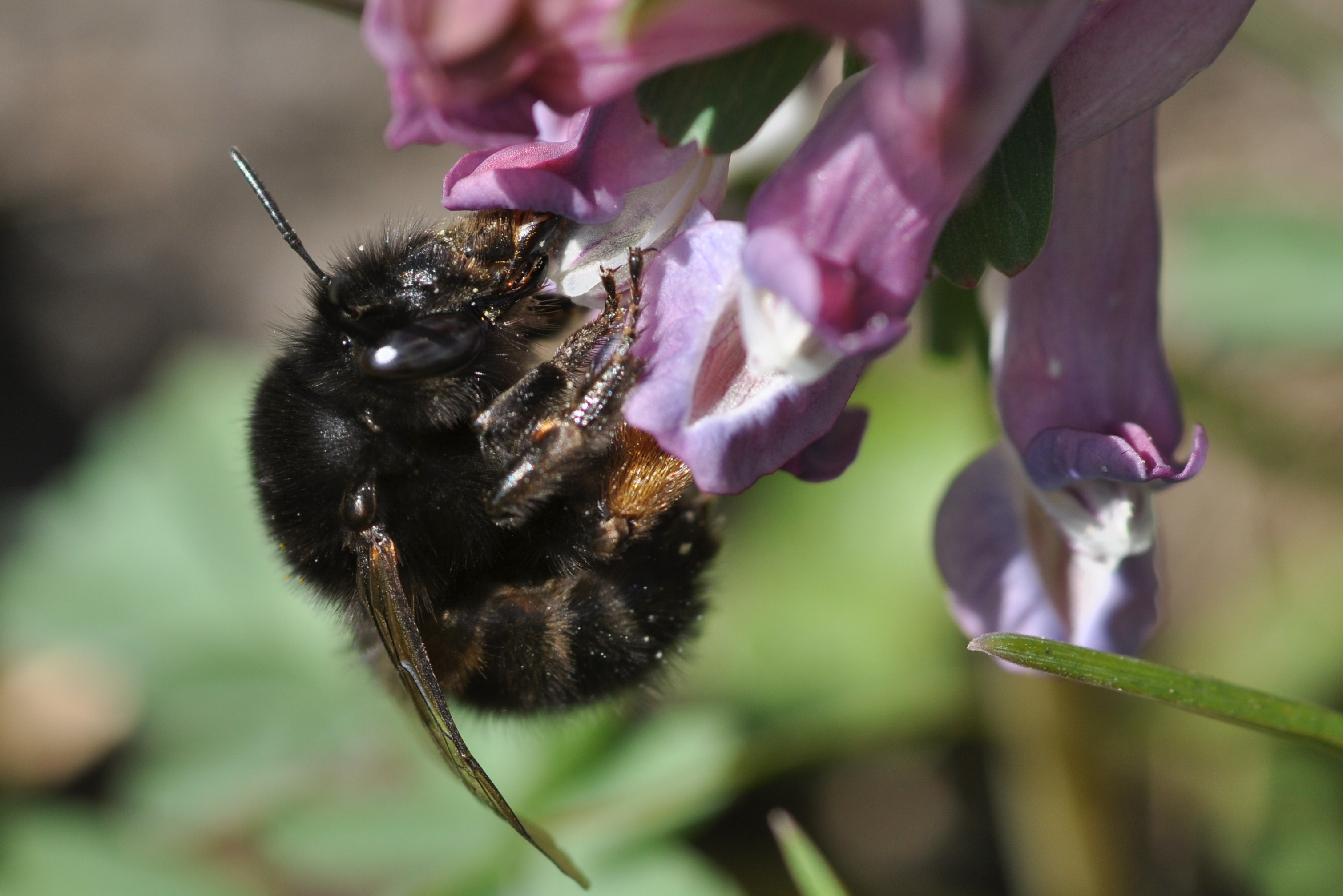
Schwarze Form des Weibchens, an Gefingertem Lerchensporn (Hamburg)